# Rio Francisco Horta Barbosa
Rio Francisco Horta Barbosa är ett vattendrag i Brasilien.   Det ligger i delstaten Mato Grosso, i den centrala delen av landet, 500 km väster om huvudstaden Brasília.
Omgivningarna runt Rio Francisco Horta Barbosa är huvudsakligen savann. Runt Rio Francisco Horta Barbosa är det mycket glesbefolkat, med 3 invånare per kvadratkilometer.